# Flavio A. Bórquez
Flavio Arcadio Bórquez Velderráin (Quiriego, Sonora; 1869-Ciudad de México; 17 de octubre de 1928) fue un empresario y político mexicano. Se desempeñó como Diputado, Senador y Gobernador por el estado de Sonora que participó en el Movimiento Revolucionario. Perteneció al Congreso Constituyente de 1917.

## Primeros años, estudios y vida revolucionaria
Hijo de Flavio A. Bórquez y Dolores Velderráin, pariente de Jesús Valderráin, uno de los hacendados más prolíficos de la región. Estudió la primaria en su municipio de origen, en una escuela dirigida por Guillermo Bracamonte quien formó parte del movimiento del liberalismo laico. Se desconocen más estudios en su trayectoria, pero se sabe que dedicó la mayor parte de su juventud al comercio, además de trabajar como secretario de la jefatura política del cantón Matamoros en la Sierra de Chihuahua.
Al regresar a Sonora, siguió trabajando como comerciante en un almacén de distribución de granos de Álamos, en este mismo municipio contrajo matrimonio con Rosario Gil Samaniego el 17 de febrero de 1893, con quien tuvo doce hijos: Entre ellos, Jorge Flavio Manuel, Rosario, Adela Josefa, Dolores,... En 1910, formó parte del grupo antirreleccionista dirigiendo el club de este movimiento en Navojoa, además de instalar otros clubes en municipios circundantes. Adepto de Benjamin Hill fue llevado preso en Hermosillo junto con él y Ventura Bórquez, al estallar el movimiento armado contra Porfirio Díaz, el 10 de enero de 1911 en donde permanecieron durante tres meses.
El 16 de septiembre del mismo año, al triunfo de la Revolución maderista, tomó posesión del cargo de Diputado por el Distrito de Álamos en la XXIII Legislatura; bajo esta función se opuso en 1911 a la legitimación de Álvaro Obregón como presidente municipal de Huatabampo, iniciando así una relación de diferencias con el en ese entonces también legislador, Adolfo de la Huerta, quien estaba a favor del resultado de las elecciones. Más tarde, tras el cuartelazo de la ciudadela, surgió en el Congreso de Sonora una dicotomía de intereses entre los legisladores de especial relevancia para los acontecimientos posteriores. Por un lado, estaban los diputados conciliados con el gobierno de Maytorena, en el cual Flavio A. Bórquez se encontraba, además de Alfredo Caturegli, Carlos Plank, Eduardo C. González y Rodolfo Garduño.
En 1912, siendo presidente del Congreso, se enlistó en las fuerzas auxiliares y combatió la rebelión liderada por Pascual Orozco. En agosto de 1914, fue expulsado del estado bajo el mandato del gobernador José María Maytorena, pero gracias a la transición con Plutarco Elías Calles, Bórquez regresó al escenario político de Sonora como Tesorero General, además de ser presidente de la Comisión Nacional Agraria.

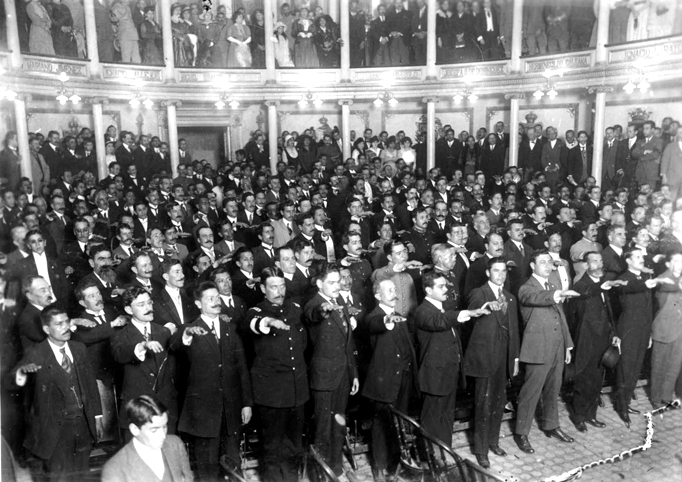
Flavio A. Bórquez fue uno de los sonorenses que formó parte del Congreso Constituyente de 1917

Fue elegido diputado federal por el segundo Distrito (Guaymas) en el Congreso Constituyente de 1917 y tuvo el cargo de prosecretario en la mesa directiva (Bórquez  2014, 95). Bajo la influencia de la Huerta, Flavio A. Bórquez formó parte del grupo de legisladores que promovieron las reformas del VI y IX párrafos del artículo 123 en relación con los días de descanso y salarios mínimos. Entre 1917 a 1920, fue integrante de la Cámara de Senadores en donde además de representar a Sonora, fue presidente de la Comisión Electoral calificando así las elecciones municipales.

## Plan de Agua Prieta
El año de 1920 fue prolífico para Flavio A. Bórquez, ya que en abril de ese año, al firmar el Plan de Agua Prieta, el entonces Gobernador del estado, Adolfo de la Huerta lo nombró Secretario de Gobierno. Después, pasó a ser Gobernador sustituto de Sonora tomando protesta el 14 de junio donde se desenvolvió hasta el 1 de enero del siguiente año. Inmediatamente después, ocupó el puesto de contralor general de la Nación en el gabinete del presidente Obregón, cargo que mantuvo hasta mayo de 1923. Formó parte del grupo que se mantuvo incondicional a Maytorena junto con Caturegli, Plank, Eduardo González y Rodolfo Garduño. Al término de su puesto como contralor, volvió nuevamente como gobernador sustituto, ocupando este cargo solo durante dos meses. Regresó a su cargo de contralor general desde septiembre de 1923 hasta el 30 de noviembre de 1924 y al finalizar, se mantuvo como diplomático  y representó a México ante Estados Unidos y Centroamérica. Murió en la Ciudad de México el 17 de octubre de 1928.